# Igor Burzanović
Igor Burzanović (født 25. august 1985) er en montenegrinsk fodboldspiller.

## Montenegros fodboldlandshold
| Montenegros landshold | Montenegros landshold | Montenegros landshold |
| År                    | Kmp                   | Mål                   |
| --------------------- | --------------------- | --------------------- |
| 2007                  | 4                     | 1                     |
| 2008                  | 4                     | 1                     |
| Total                 | 8                     | 2                     |